# Martin Höllwarth
Martin Höllwarth (Schwaz, 13 de abril de 1974) es un deportista austríaco que compitió en salto en esquí.
Participó en tres Juegos Olímpicos de Invierno, entre los años 1992 y 2002, obteniendo en total cuatro medallas: tres de plata en Albertville 1992, en las pruebas de trampolín normal individual, trampolín normal individual y por equipo (junto con Heinz Kuttin, Ernst Vettori y Andreas Felder), y una de bronce en Nagano 1998, en la prueba por equipo (con Reinhard Schwarzenberger, Stefan Horngacher y Andreas Widhölzl).
Ganó seis medallas en el Campeonato Mundial de Esquí Nórdico entre los años 1999 y 2005.

## Palmarés internacional
| Juegos Olímpicos   | Juegos Olímpicos      | Juegos Olímpicos  | Juegos Olímpicos |
| Año                | Lugar                 | Medalla           | Prueba           |
| ------------------ | --------------------- | ----------------- | ---------------- |
| 1992               | Albertville (Francia) | Medalla de plata  | TN individual    |
| 1992               | Albertville (Francia) | Medalla de plata  | TG individual    |
| 1992               | Albertville (Francia) | Medalla de plata  | TG por equipo    |
| 1998               | Nagano (Japón)        | Medalla de bronce | TG por equipo    |
| Campeonato Mundial |                       |                   |                  |
| Año                | Lugar                 | Medalla           | Prueba           |
| 1999               | Ramsau (Austria)      | Medalla de bronce | TG por equipo    |
| 2001               | Lahti (Finlandia)     | Medalla de oro    | TN por equipo    |
| 2001               | Lahti (Finlandia)     | Medalla de bronce | TN individual    |
| 2001               | Lahti (Finlandia)     | Medalla de bronce | TG por equipo    |
| 2005               | Oberstdorf (Alemania) | Medalla de oro    | TN por equipo    |
| 2005               | Oberstdorf (Alemania) | Medalla de oro    | TG por equipo    |